# Partecipanti alla Volta Ciclista a Catalunya 1976
Elenco dei partecipanti alla Volta Ciclista a Catalunya 1976.
La Volta Ciclista a Catalunya 1976 fu la cinquantaseiesima edizione della corsa. Alla competizione presero parte 8 squadre da 8 corridori per un totale di 64 ciclisti. La corsa partì l'8 settembre da Amposta e terminò il 15 settembre a Sitges, dove tagliarono il traguardo 50 ciclisti.

## Corridori per squadra
Nota: R ritirato, NP non partito, FT fuori tempo, SQ squalificato
| Jollj Ceramica | Jollj Ceramica             | Jollj Ceramica | Teka           | Teka                     | Teka           | Furzi-Vibor | Furzi-Vibor           | Furzi-Vibor |
| -------------- | -------------------------- | -------------- | -------------- | ------------------------ | -------------- | ----------- | --------------------- | ----------- |
| 1              | Fausto Bertoglio           | 13º            | 31             | Joaquim Agostinho        | 18º            | 61          | Marino Basso          | 43º         |
| 2              | Emanuele Bergamo           | NP 7ª-1        | 32             | Gonzalo Aja              | 11º            | 62          | Davide Boifava        | NP 4ª-1     |
| 3              | Pierino Gavazzi            | 27º            | 33             | Fernando Mendes          | 40º            | 63          | Antonio Colpo         | 49º         |
| 4              | Marcello Bergamo           | 16º            | 34             | Julian Andiano           | 25º            | 64          | Giuseppe Rodella      | 42º         |
| 5              | Alessio Antonini           | 47º            | 35             | Antonio Jimenez Lujan    | 39º            | 65          | Tullio Rossi          | 50º         |
| 6              | Alfredo Chinetti           | 28º            | 36             | Andrés Gandarias         | 19º            | 66          | Jørgen Marcussen      | 7º          |
| 7              | Donato Giuliani            | 29º            | 37             | Manuel Esparza           | 33º            | 67          | Gabriele Mugnaini     | 38º         |
| 8              | Sandro Quintarelli         | 46º            | 38             | Ventura Diaz             | 21º            | 68          | Daniele Mazziero      | R 2ª        |
| Super Ser      | Super Ser                  | Super Ser      | Brooklyn       | Brooklyn                 | Brooklyn       | Novostil    | Novostil              | Novostil    |
| 11             | Luis Ocaña                 | 26º            | 41             | Roger De Vlaeminck       | 5º             | 71          | José Enrique Cima     | 4º          |
| 12             | Agustín Tamames            | 3º             | 42             | Giancarlo Bellini        | 36º            | 72          | Luis Alberto Ordiales | 48º         |
| 13             | Pedro Torres               | 6º             | 43             | Herman Van Der Slagmolen | 37º            | 73          | José Manuel García    | R 4ª-1      |
| 14             | Francisco Javier Elorriaga | 15º            | 44             | Adriano Passuello        | NP 4ª-1        | 74          | Fernando Plaza        | 35º         |
| 15             | Josef Fuchs                | 9º             | 45             | Willy De Geest           | 34º            | 75          | Jose Luis San Jose    | 45º         |
| 16             | Anastasio Greciano         | 41º            | 46             | Valerio Lualdi           | 24º            | 76          | José Alonso           | NP 5ª       |
| 17             | José Casas García          | 20º            | 47             | Ronald De Witte          | 2º             | 77          | Custodio Mazuela      | 22º         |
| 18             | Ángel López del Álamo      | 31º            | 48             | Carlo Zoni               | 30º            | 78          | Jesus Lindez          | 44º         |
| Frisol-Gazelle | Frisol-Gazelle             | Frisol-Gazelle | KAS-Campagnolo | KAS-Campagnolo           | KAS-Campagnolo |             |                       |             |
| 21             | Cees Priem                 | NP 5ª          | 51             | José Pesarrodona         | 14º            |             |                       |             |
| 22             | Paul Lannoo                | R 4ª-2         | 52             | Domingo Perurena         | 8º             |             |                       |             |
| 23             | Fedor den Hertog           | NP 5ª          | 53             | Juan Pujol               | 23º            |             |                       |             |
| 24             | Gerard Kamper              | NP 5ª          | 54             | Vicente López Carril     | 17º            |             |                       |             |
| 25             | Donald Allan               | NP 5ª          | 55             | Antonio Martos           | 10º            |             |                       |             |
| 26             | Roger Gilson               | NP 5ª          | 56             | Andrés Oliva             | 12º            |             |                       |             |
| 27             | Willy Van Neste            | R 4ª-2         | 57             | José Nazabal             | 32º            |             |                       |             |
| 28             | Jimmy Kruunenberg          | R 4ª-2         | 58             | Enrique Martínez Heredia | 1º             |             |                       |             |

## Ciclisti per nazione
Le nazionalità rappresentate nella manifestazione sono 9; in tabella il numero dei ciclisti suddivisi per la propria nazione di appartenenza:
| Numero ciclisti | Nazione                                     |
| --------------- | ------------------------------------------- |
| 29              | Spagna                                      |
| 19              | Italia                                      |
| 6               | Belgio                                      |
| 4               | Paesi Bassi                                 |
| 2               | Portogallo                                  |
| 1               | Australia, Danimarca, Lussemburgo, Svizzera |